# Manurhin
Le Groupe Manurhin était une entreprise française, anciennement spécialisée dans la fabrication d'armes à feu (de 1955 à 1989) ; en 1999, elle a cédé son activité « Armes de poing » à la société Chapuis Armes, et s'est recentrée sur les machines de fabrication de munitions.
Après avoir été placée en redressement judiciaire le 13 juin 2018, Manurhin est cédée le 1er août 2018, par décision de la chambre commerciale du tribunal de grande instance de Mulhouse, au groupe de défense des Émirats Arabes Unis Emirates Defence Industries Company (EDIC). L'activité se poursuit sous une nouvelle dénomination sociale, la « Manufacture du Haut Rhin », occupant les mêmes locaux depuis sa fondation en 1919.
Par contre la marque Manurhin a été transférée à la société Nexter Munitions,.

## Activité
Les machines Manurhin réalisaient notamment les opérations suivantes : fabrication de godets, douilles, balles, assemblage et chargement de la cartouche, contrôle, traitements des surfaces et emballage et conditionnement du produit fini.[réf. souhaitée]

## Historique

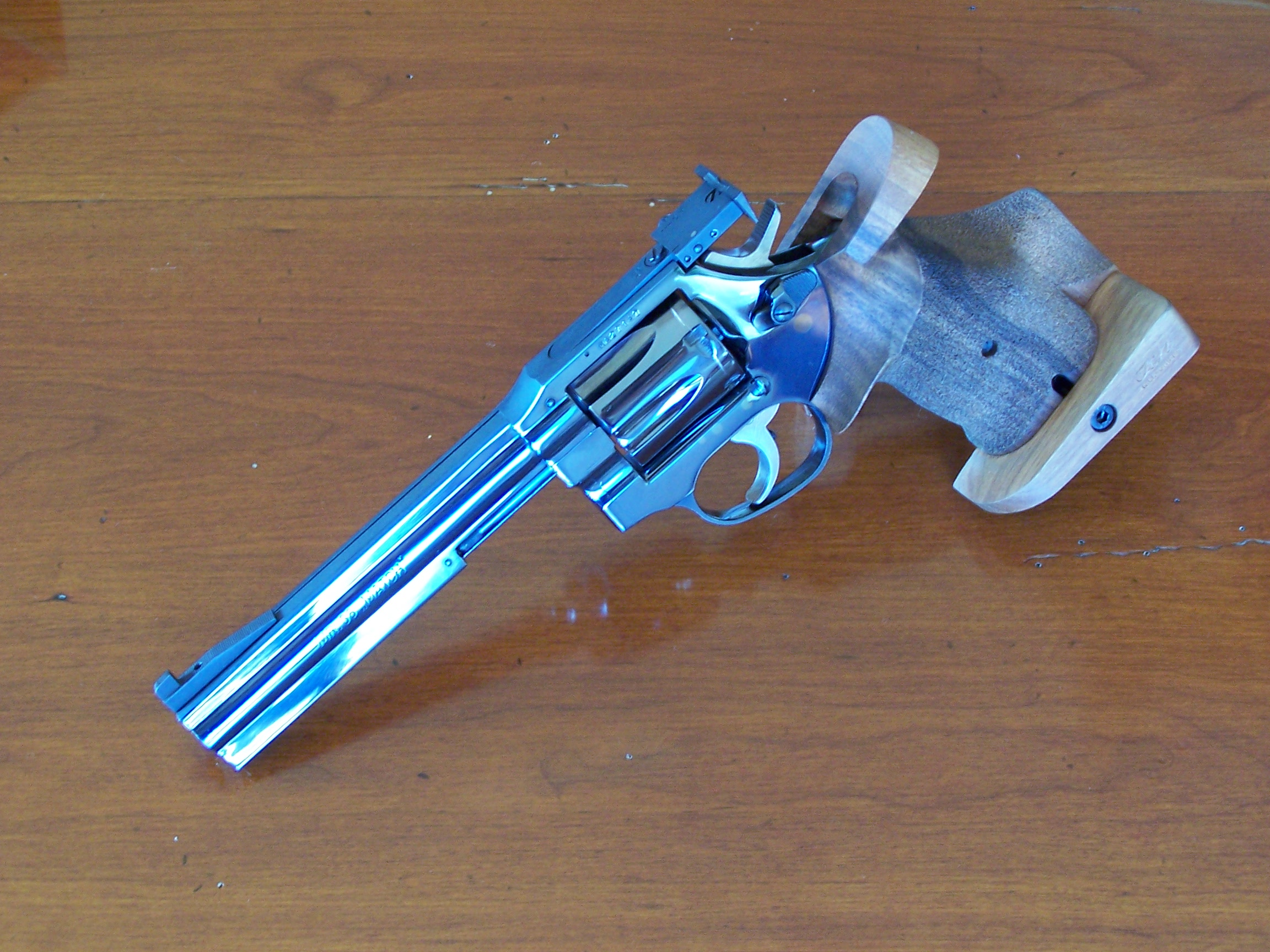
Manurhin MR 73 modèle MR-38 MATCH (pour gauchers).

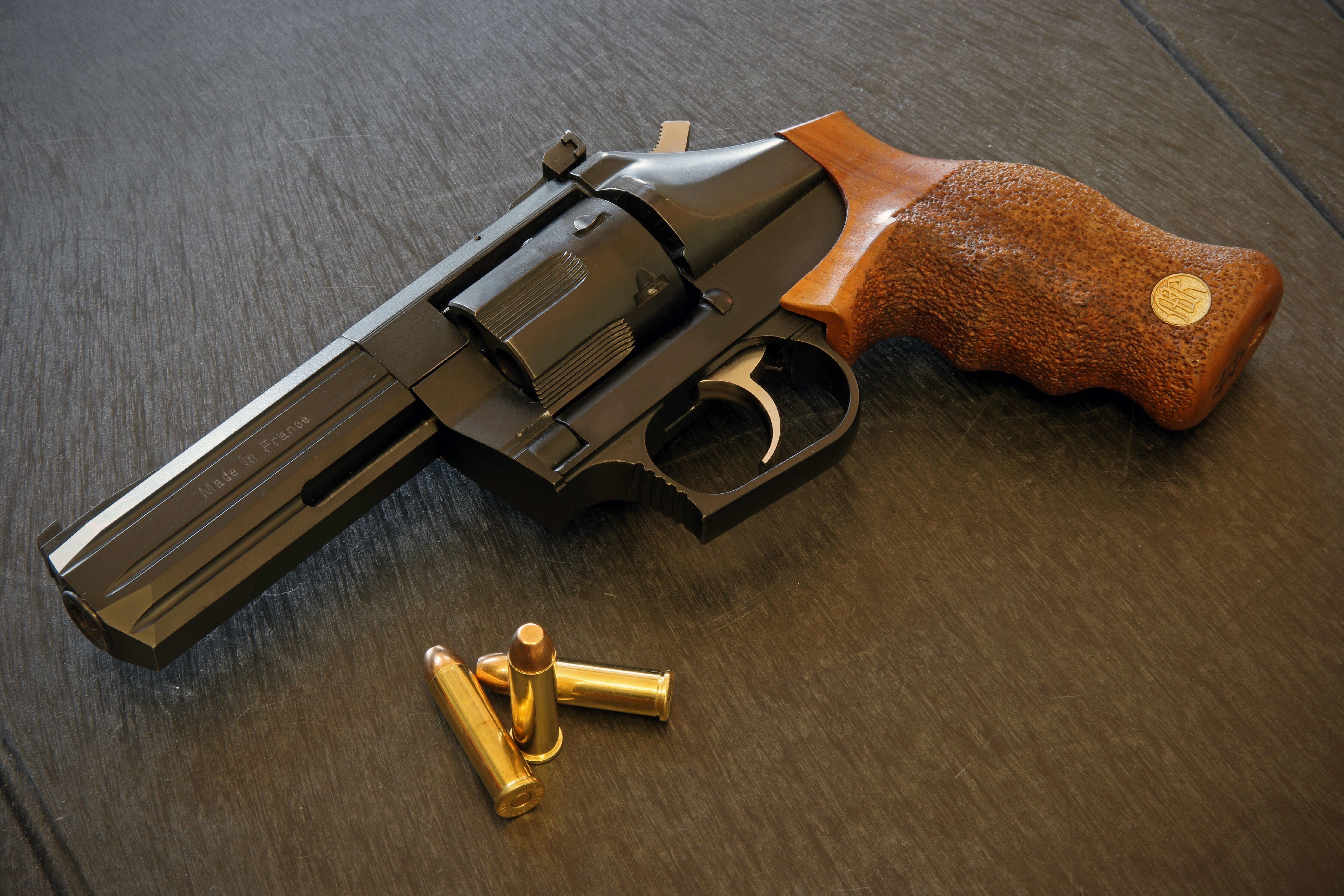
Manurhin MR 93.

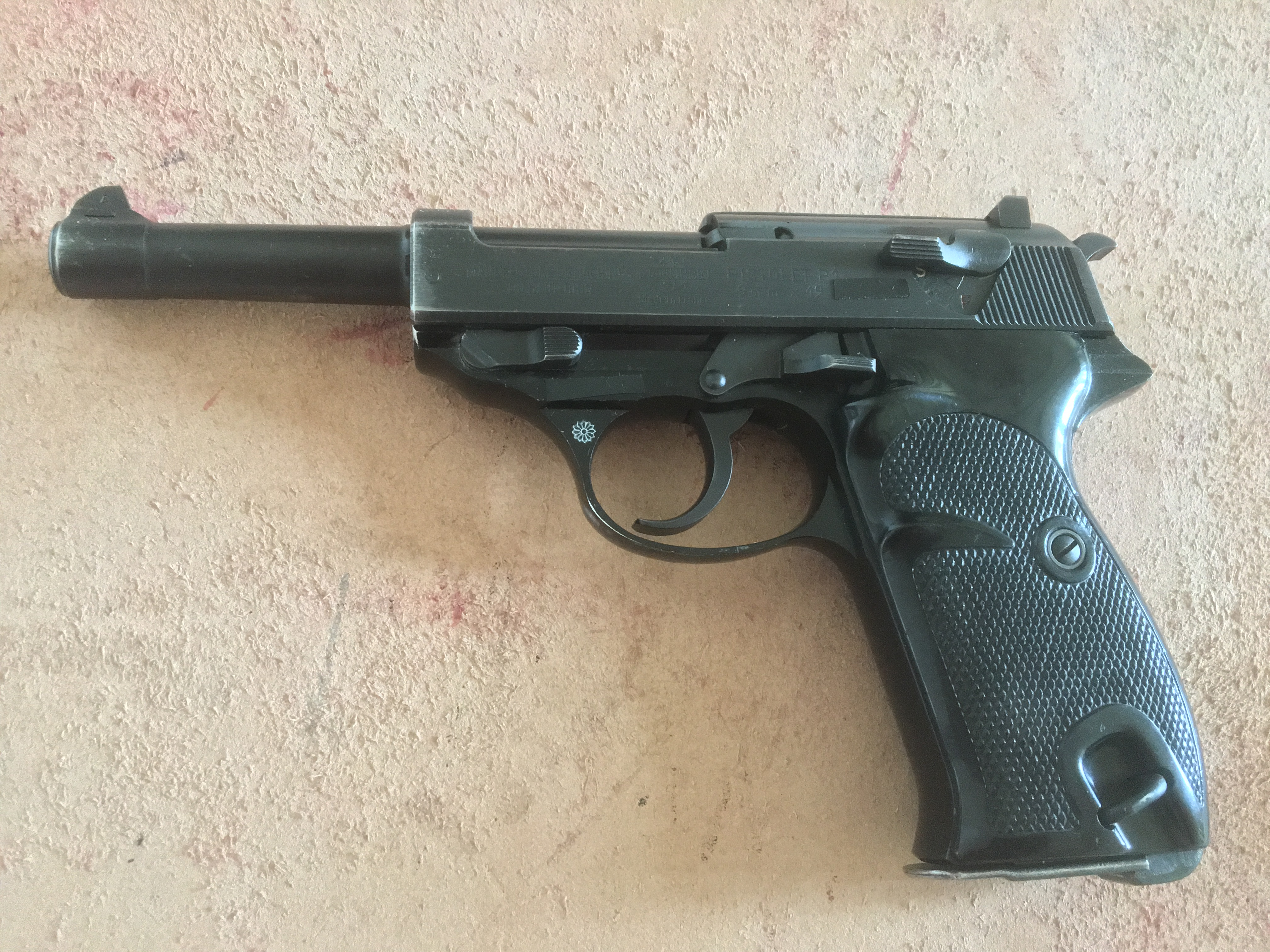
Manurhin P-1 (Walther P38).

### Création et développement
Fondée à Mulhouse en 1919 sous l’appellation de « Manufacture de machines du Haut-Rhin », Manurhin produisait à l'origine des machines destinées à l’industrie alimentaire et autres appareils de mesure, puis de munitions et machines de fabrication de munitions dès 1922.
Manurhin fabrique également des cartouches de chasse, commercialisées sous la marque Fulma.
En 1945, l'entreprise se développe avec la création des activités « Armes légères », « Machines outil », « Embouteillage » mais aussi avec le scooter Manurhin. 
C'est en coopérant avec Walther que Manurhin acquiert son savoir-faire dans la fabrication d'armes à feu.
Les pistolets Walther PP et PPK ainsi que le P38 sont fabriqués sous licence en France.
Ces armes, de grande qualité, sont employées par l'armée et la police françaises, mais sont également exportées, notamment en Allemagne.
C’est par sa production d’armes légères et ses revolvers (notamment le Manurhin MR 73 utilisé à l’époque par le RAID, le GIGN et la Police nationale) que Manurhin acquiert sa notoriété.
Manurhin produisit sous licence le fusil d'assaut Sig 540 qui équipa à partir de 1978 les unités françaises engagées en Opex (parachutistes, Légion étrangère et Commandos marines) en attendant l'arrivée du FAMAS.
Manurhin fabriqua également des munitions pour l'armement lourd, notamment :
- obus de 20 mm : 20 × 102 mm et 20 × 139 mm,
- obus de 30 mm : 30 × 113 mm (canon DEFA des avions de chasse Mirage, Jaguar, Super-Étendard…),
- obus 35 × 228 mm Oerlikon et 40 mm Bofors,
- roquettes LRAC F1,
- fusées et charges explosives pour obus d'artillerie et missiles divers (SS 11, HOT, ROLAND…)

### Années 1990
Dans les années 1990, le groupe Manurhin se recentre sur la conception, la R&D, la fabrication et l’installation de machines spéciales et de lignes de production complètes, destinées à l'industrie munitionnaire (petits et moyens calibres, du 5,56 mm au 40 mm). 
En 1998, elle cède son activité « Armes de poing » à la société Chapuis Armes .
Le Groupe Manurhin était le no 1 mondial dans la fourniture d’équipements destinés à l’industrie munitionnaire.

### Années 2010
Dans les années 2010, le Groupe Manurhin vend dans 60 pays et sur tous les continents, à des États souverains ou leurs émanations. Entre sa création, en 1919, et 2010, le groupe a vendu environ 13 500 machines, à des clients historiques et, tardivement, des pays émergents.[réf. souhaitée]
Le Groupe dispose d’un site de production protégé de 22 000 m2, emploie 169 personnes et est certifié ISO 9001.[réf. souhaitée]
En 2011, l’entreprise est recapitalisée à hauteur de 8 millions d'euros. Elle est alors détenue alors à 43 % par le tandem public Giat Industries - Bpifrance Financement, à 34 % par le slovaque Delta Defence, A.s. et à 23 % par des investisseurs locaux. La société est cotée au marché libre Euronext à Paris.
En 2013, l'entreprise signe un contrat record de près de 70 M€ pour une usine au Sultanat d'Oman.
En 2014, le Groupe valide un projet d'émission d'emprunts obligataires qui échouera.
Le 31 décembre 2014, le Groupe annonce un carnet de commandes de 114 M€.
Après avoir été placé en redressement judiciaire le 13 juin 2018, Manurhin est cédée le 1er août 2018, par décision de la chambre commerciale du tribunal de grande instance de Mulhouse, au groupe de défense des Émirats Arabes Unis Emirates Defence Industries Company (EDIC). 104 des 145 emplois doivent être préservés et dix millions d'euros doivent être investis dans un premier temps, pour relancer l’activité. Manurhin poursuit son activité sous une nouvelle dénomination sociale, la « Manufacture du Haut Rhin », occupant les mêmes locaux depuis sa fondation en 1919.
La société holding Manufacture de Machines du Haut Rhin (945550465) a été radiée le 16 septembre 1990.
La société anonyme Manurhin Défense (344504543) a été dissoute le 15 mai 2011.
la société en nom collectif Matra Manurhin Défense (328813515) a été radiée par l'INSEE le 26 septembre 1990.
La société actuelle Manufacture du Haut-Rhin, société par actions simplifiée à associé unique (841770944), a été créée le 17 août 2018 et elle est présidée par M. Khaled Al Zaabi depuis le 22 septembre 2023.

## Chiffres clés
- Effectif du groupe : 85 personnes (fin 2022)[17].
- Parc opérationnel installé (machines spéciales destinées à l'industrie munitionnaire : 13 000 machines[réf. souhaitée]

## Quelques modèles
- Manurhin MR 73
- Manurhin MR 88
- RMR
- Manurhin MR 93
- Manurhin MR 96

### Production sous licence
- SIG-Manurhin SG-540/542/543
- Walther PP et PPK (sous licence).
- Walther P38/P1 (sous licence).